# Presidentvalet i USA 1892
Presidentvalet i USA 1892, som hölls den 8 november 1892, var det 27:e presidentvalet i USA:s historia. I en returmatch av det omtvistade presidentvalet 1888 besegrade den tidigare demokratiska presidenten Grover Cleveland den sittande republikanska presidenten Benjamin Harrison. Clevelands seger gjorde honom till den första och hittills enda personen i amerikansk historia som valdes till en andra presidentperiod utan att mandatperioden inföll i följd.